# Patrick Shanahan
Patrick Michael Shanahan (Aberdeen, Washington, 27 juli 1962) is een Amerikaans ingenieur en voormalig zakenman. Van 1 januari 2019 tot 23 juni 2019 was hij (interim) minister van Defensie van de Verenigde Staten.
Hij is de opvolger van oud-generaal James Mattis, die eind december 2018 ontslag nam wegens onvrede met het besluit van president Trump om de Amerikaanse strijdkrachten uit Syrië terug te trekken.
Shanahan was sinds juni 2017 onderminister van Defensie in het kabinet-Trump.

## Opleiding
Shanahan aan de University of Washington, waar hij de bachelorgraad behaalde in machinebouw. Eenzelfde graad behaalde hij aan het Massachusetts Institute of Technology. Ook behaalde hij een master in Business Administration (MBA) the van de MIT Sloan School of Management.

## Carrière
Shanahan trad in 1986 in dienst van Boeing, waar hij werkte aan computerdiensten en betrokken was bij het Boeing 777-programma. In de loop van zijn werkzaamheid vervulde hij managementfuncties, die te maken hadden met de Boeing Raket Afweer Systemen, evenals de commerciële programma's van de Boeings 737, 747, 767, 777 en 787 voor verkeersvliegtuigen. Hij speelde ook een sleutelrol bij het leiding geven aan het herstellen van het Boeing 787-programma. Vanaf begin 2008 stond hij daar bekend als "Mr. Fix-iT".
Shanahan diende Boeing Commercial Airplanes als vicepresident en algemeen manager van het Boeing 757-programma met verantwoordelijkheid voor ontwerp, productie en winstgevendheid van de 757-serie. Hij behield daarbij tevens de management-posities over het Boeing 767-programma en over de productie-divisie.
Shanahan fungeerde daarna als vicepresident en algemeen manager voor Boeing Rotorcraft Systems in Philadelphia. Hij was verantwoordelijk voor alle V.S. Leger Luchtvaart-programma's en activiteiten op de locaties in Philadelphia en Mesa. Programma's van deze faciliteiten behelsden de V-22 Osprey, CH-47 Chinook en de AH-64D Apache.
Shanahan opereert als vicepresident en algemeen manager van Boeing Missile Defense Systems, om te beginnen in december 2004 met het toezicht op het Ground-based Midcourse Defense system, Airborne Laser en Advanced Tactical Laser programs.
Ook fungeerde hij als vicepresident en algemeen manager van het Boeing 787 Dreamliner-programma, waar hij het programma leidde gedurende een kritische periode van de ontwikkeling van het vliegtuig in 2007 tot 2008. Vervolgens was hij werkzaam als senior vicepresident van het Airplane Programs at Boeing Commercial Airplanes, vanaf december 2008.
In april 2016 werd hij senior vicepresident Supply Chain & Operations van Boeing. Zijn verantwoordelijkheden in die positie behelsden productie-operaties en het beheren van de bevoorradingsfuncties, in het bijzonder het implementeren van geavanceerde productiemethoden en wereldomvattende bevoorradingsstrategieën.
Shanahan was ook lid van de Boeing Executive Council.

## Onderminister van Defensie
Op 16 maart 2017 kondigde president Trump zijn voornemen aan om Shanahan voor te dragen als de 33e onderminister van Defensie, de tweede civiele post op het Pentagon. Trump droeg Shanahan voor om leiding te geven aan de uitvoering van plannen om de schaal van de gewapende macht te vergroten.
Shanahans hearing in de Senaat vond plaats op 20 juni 2017. Tijdens de hearing dreigde Senator John McCain, een voorstander van het voorzien van Oekraïne van wapens, om zijn benoeming te blokkeren vanwege diens antwoord in een geschreven verklaring op de vraag of zulke wapens al dan niet aan Oekraïne geleverd zouden worden. Shanahan zei dat hij geen toegang had tot vertrouwelijke militaire informatie om een besluit in deze kwestie te kunnen nemen.
Zijn voorganger Bob Work, onderminister van Defensie aan het eind van het kabinet-Obama, bleef op die post tot Shanahans bevestiging. Zijn benoeming werd door de Senaat bevestigd met 92 stemmen voor en 7 stemmen tegen op 18 juli 2017. De onderminister van Defensie rapporteert rechtstreeks aan de minister van Defensie.

## (Interim) minister van Defensie
Op 1 januari 2019 werd Patrick Shanahan minister van Defensie, twee maanden eerder dan het aangekondigde aftreden van minister James Mattis op 28 februari 2019. Naar verluidt vervroegde president Trump Mattis' vertrek nadat hij zich geërgerd had aan de inhoud van diens ontslagbrief, waarin hij Trumps wereldbeeld bekritiseerde.
Shanahan maakte op 11 februari 2019 een onaangekondigde reis naar Afghanistan voor een ontmoeting met president Ashraf Ghani, premier Abdullah Abdullah en minister van Defensie Asadullah Khalid tijdens de eerste uren van de trip.
Shanahan bezocht de grens tussen de VS en Mexico op 23 februari met de voorzitter van de Verenigde Chefs van Staven, generaal Joseph Dunford en de commandant van de Genietroepen, luitenant-generaal Todd Semonite voor een gezamenlijk overleg over de veiligheidssituatie met de Dienst voor Grensbewaking, de Binnenlandse Veiligheidsdienst DHS en anderen.
Eind maart 2019 meldden de media dat het Pentagon-kantoor van de Inspecteur generaal het handelen van Shanahan onderzocht vanwege beschuldigingen dat hij op onbetamelijke wijze de belangen van zijn voormalige werkgever, vliegtuigbouwer Boeing, had behartigd.
In een interne notitie van mei kondigde Shanahan nieuwe beperkingen af over hoe informatie inzake operationele plannen en orders met het Congres dient te worden gedeeld, in de zin dat samenvattingen worden verstrekt in plaats van de plannen of orders waarom wordt gevraagd.
Op 9 mei maakte het Witte Huis bekend dat president Trump Shanahan wilde benoemen tot zijn (tweede) minister van Defensie, ondanks scepsis en zelfs openlijke weerstand van volksvertegenwoordigers en autoriteiten binnen het departement van Defensie.
Een maand later trok Shanahan zich terug uit het screeningsproces voor de Senaat vanwege het publiek worden van diverse incidenten en beschuldigingen van huiselijk geweld waarbij zijn ex-vrouw en zoon betrokken waren.
President Trump reageerde hierop in een tweet met de opmerking, dat "Shanahan de intentie had om meer tijd in zijn familie te investeren".
President Trump schoof onverwijld als opvolger van Shahanan de Raytheon- ondernemer en Militaire secretaris Mark Esper naar voren.
- Gemeinsame Normdatei: 1174123605
- Virtual International Authority File: 1180154622386444710006
- WorldCat: E39PBJpJj8KWmf4BKRJh7qKWXd